# دانگل یونیفایینگ لاجیتک

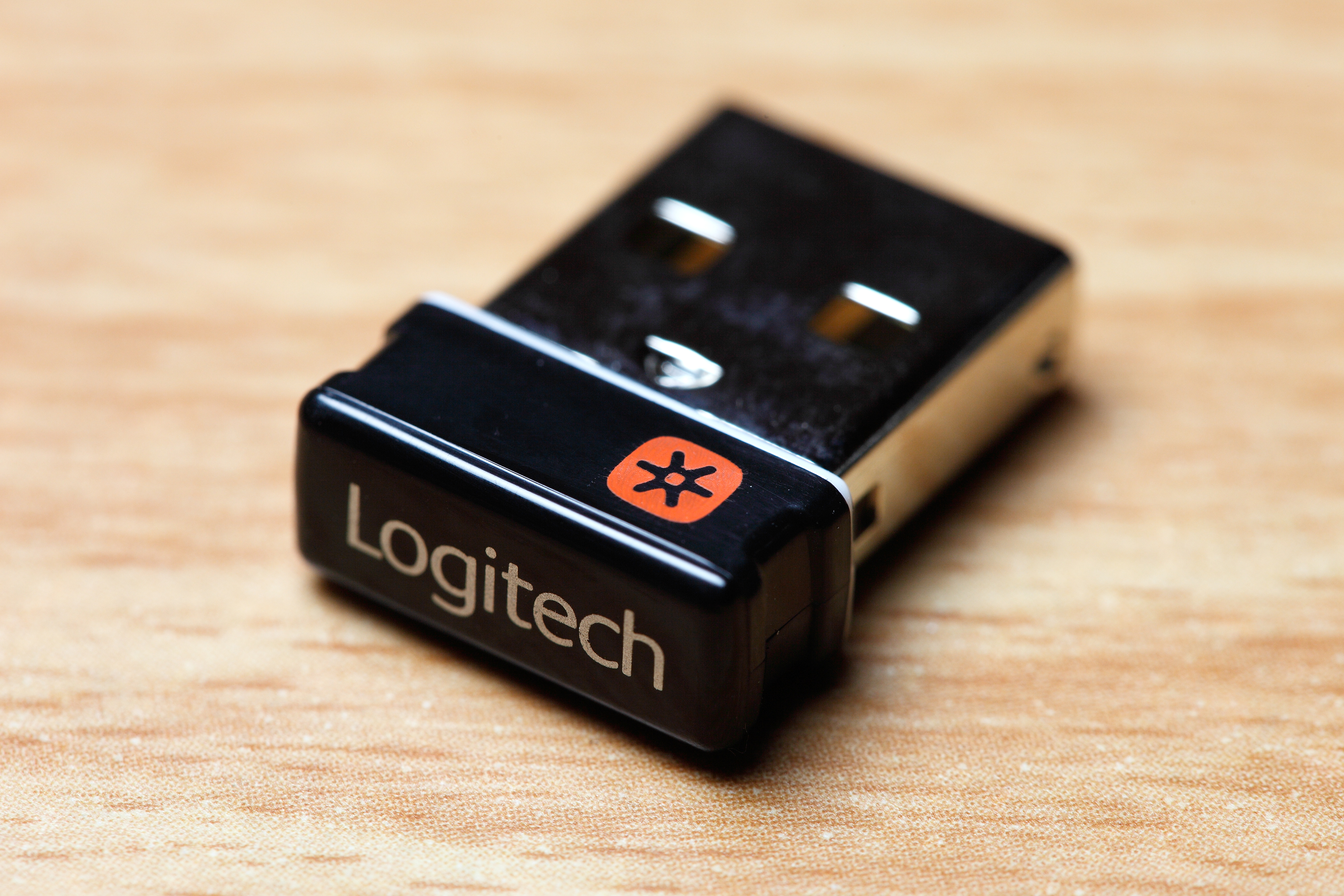
Logitech Unifying receiver

دانگل یونیفایینگ Logitech Unifying receiver یک USB اختصاصی کوچک بی‌سیم است که اجازه می‌دهد تا ۶ دستگاه مختلف مانند موس و صفحه کلید و نامریک پد (هدفون سازگار نیست) ساخته شده توسط لاجیتک را به یک کامپیوتر با استفاده از فرکانس 2.4 GHz band radio بی‌سیم تا برد ۱۰ متر متصل کرد.

بدین ترتیب در صورتی که کاربر چند دستگاه وایرلس داشته باشد، دیگر نیاز نیست از چند دانگل USB مختلف ااستفاده کند. تنها با اتصال یک دانگل یونیفایینگ Unifying می‌تواند تا ۶ دستگاه مختلف را به یک کامپیوتر متصل کند.

همچنین کاربر می‌تواند موس یا کیبوردی را که در محل کار استفاده می‌کند بدون نیاز به برداشتن دانگل یونیفایینگ Unifying، با یک دانگل یونیفایینگ Unifying دیگر به کامپیوتر محل زندگی متصل کند. فقط قبل از آن باید نرم‌افزار معرفی دانگل یونیفایینگ را برای یکبار در خصوص آن محصول ست کند.

این محصول برای نسخه‌های جدید سیستم عامل ویندوز و مک و لینوکس قابل استفاده است.